# Reinhold Norstedt
Johan Reinhold Norstedt född 1 juli 1843 i Västra Vingåkers socken, Södermanlands län, död 15 december 1911 i Klara församling, Stockholm, var en svensk konstnär, porträttmålare, landskapsmålare, etsare och grafiker.

## Biografi
Reinhold Norstedt begav sig 1867 till Paris och hade för avsikt att utbilda sig till sångare. När han kom tillbaka till Sverige slog han sig ner i Stockholm som sånglärare. År 1875 gjorde han ett nytt försök i Paris, men det var först tredje gången han kom till Paris 1878-1881, som han på allvar började studera målning. I Paris tog han starka intryck av Barbizonskolans landskapsmåleri. Den mellansvenska naturen och stadsbilder från bland annat Stockholm, Göteborg och Köpenhamn blev hans motivkrets.
Reinhold Norstedt var son till brukspatronen Christian Norstedt och Emilia Albertina Duse. 
Den 20 juni 1875 gifte han sig med konstnären Anna Katharina Munthe i Hedvig Eleonora församling i Stockholm. Hon var född den 28 juli 1854 i Döderhult i Kalmar, död den 17 april 1936 i Maria församling i Helsingborg. Anna Munthe var dotter till apotekaren Martin Arnold Fredrik Munthe och Lovisa Aurora Ugarph samt senare, efter Reinhold Norstedts död, gift med veterinären Frans Siberg. Hon var porträttmålare och stillebenmålare.

## Utbildning
Reinhold Norstedt växte upp på Lunda herrgård i födelsesocknen Västra Vingåker. Reinhold Norstedt var elev vid Norrköpings lyceum 1853-1864 där han fick sin första utbildning i teckning av Gustaf Adolf Schuknecht. Därefter vistades han i Paris för studier i målning, sång och etsning 1867-1870. Sång- och konststudier i Stockholm följde därefter. Norstedt var sånglärare vid Kungliga Teatern 1872-1873, studerade croquisteckning vid Fleurys ateljé i Paris 1875 och var han konstnärligt verksam där periodvis 1878-1881. Från 1881 var bosatt i Stockholm, där han var medlem i bland annat Svenska konstnärernas förening från 1892. Svenska konstnärernas förening har sina lokaler på Smålandsgatan 7 i Stockholm. 1894 var han ledamot i Akademien för de fria konsterna, LfrKA.
Modern var musikalisk, vilket fick stor betydelse för Norstedts utveckling. Även på faderns sida fanns musikaliskt och konstnärligt påbrå. 1867 for Norstedt via Schweiz till Paris för att utbilda sig till sångare och tog lektioner för bland annat Jean Jacques Masset (i Paris). Genom bekantskap med konstnären Alfred Wahlberg lockades Norstedt att måla, och efter att ha arbetat några år som sångpedagog beslöt han sig för att ge upp sångarplanerna och i stället ägna sig enbart åt måleriet. Under denna period lärde sig Norstedt även etsningsteknik vid Cadarts koppartryckeri.

## Giftermål

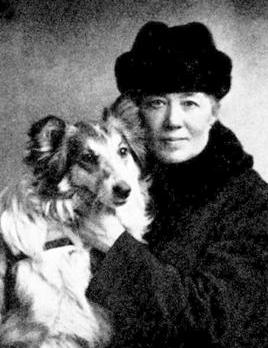
Konstnären Anna Munthe-Norstedt (1854-1936), hustru till Reinhold Norstedt.

Efter giftermålet 1875 med konstnären Anna Munthe-Norstedt arbetade han sommaren 1875 i Paris, där han tecknade croquis i Fleurys ateljé. Ordet kroki kommer av det franska ordet croquis, som betyder skiss, som är en skissartad teckning efter levande modell, en nakenmodell. Därefter for han tillsammans med sin hustru 1878 till Paris på tre år, 1878-1881. Hon var porträtt- och stillebenmålare.

## Fortsatta studier i Paris

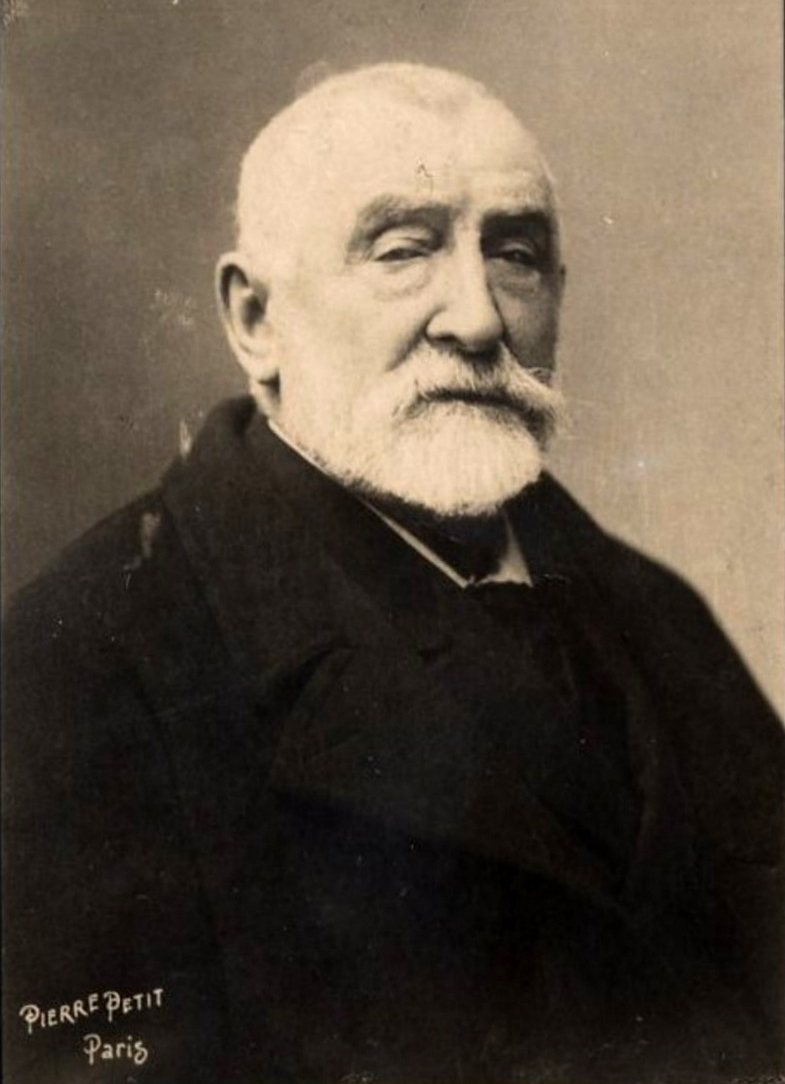
Henri-Joseph Harpignies (1819-1916), fransk landskapsmålare och grafiker i Paris. Harpignies var Reinhold Norstedts lärare i landskapsmålning i Paris 1878-1881.

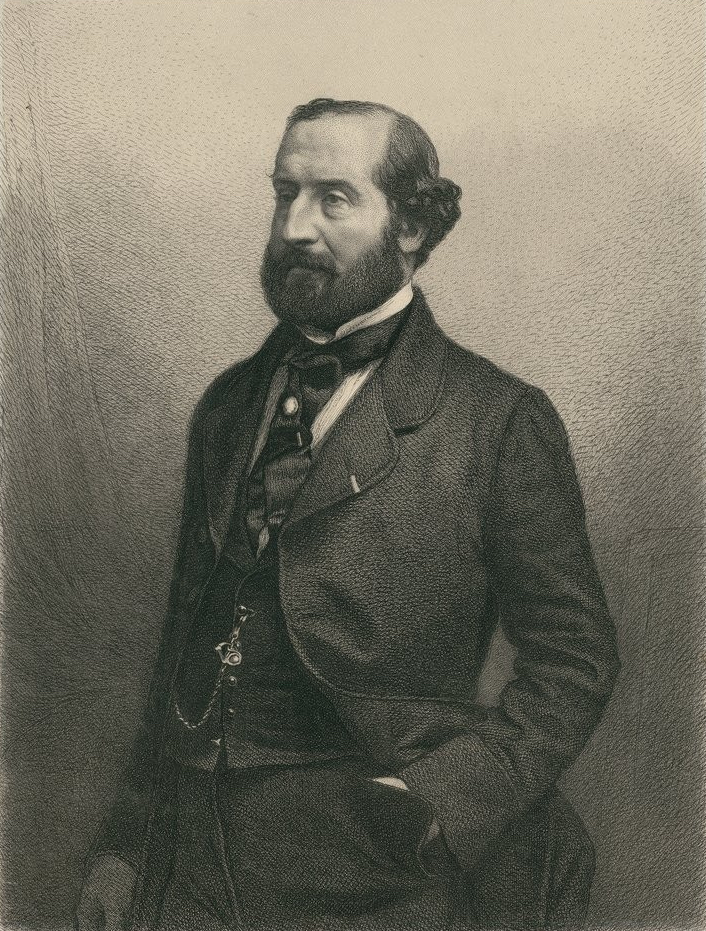
Exempel på en etsning av Alphonse Charles Masson (1814-1898), utförd 1856. Här är Émile Augier avbildad. Alphose Charles Masson var Reinhold Norstedts lärare i grafik i Paris 1878-1881.

Det var först när Norstedt för tredje gången kom till Paris, där han åren 1878-1881, som han på allvar började studera målning. Han blev elev för den redan gamle mästaren Henri-Joseph Harpignies (1819-1916), den franske målaren och grafikern, och fick en säker grund för landskapsmålning. Han lärde sig att få fast teckning och fasthet i formen, enkel komposition, säkerhet och rörlighet i linjerna. Genom konstnären Alfred Wahlberg riktades hans intresse mot de franska landskapskonstnärerna Charles-François Daubigny (1817-1878), Camille Corot (1796-1875) och Théodore Rousseau (1812-1867), som han påverkades av, men Norstedt blev inte någon imitatör av dessa konstnärer. En stilla, vemodig stämning utmärker ofta hans dukar.
Barbizonskolans lyriska och stämningsfyllda landskap passade Norstedts kynne. I landskapsmålning undervisades Norstedt av en av skolans sista företrädare Henri Harpignies. I grafik undervisades han av Alphonse Charles Masson (1814-1898).

## Bosatte sig i Stockholm
Reinhold Norstedt bosatte sig i Stockholm efter hemkomsten till Sverige 1881. Han levde i Stockholm till sin död 1911. Det blev många resor till den sörmländska hembygden. När Norstedt övergick till konstnärsyrket var han ungefär 30 år. Före 1878 utgjordes hans produktion av relativt enkla skymningslandskap och månskensbilder, men först omkring 1879 började hans egenart som konstnär att utkristalliseras. Han kom att företräda en svensk variant av den franska Barbizonskolans måleri. Året efter Reinhold Norstedts död gifte hustrun Anna Munthe-Norstedt om sig med veterinären Frans Siberg.

## Konstnärsstil
Norstedt målade finstämt och lågmält klassiska klara och rofyllda bilder i gröna, bruna, blekröda och silvriga toner. "Norstedt var landskapsmålare av Fontainebleauskolan, en penselns lyriker, solnedgångens, den lätta skymningens, den nordiska sommarnattens målare. ... Även om han sällan målar middagssolen, och då dämpad av trädens kronor, utan helst väljer kvällen eller den bleka natten, ljuset finnes alltid över hans dukar." (Idun 1912). Fontainebleauskolan syftar på två perioder i den franska senrenässansens måleri på 1500-talet.
Norstedt valde sina motiv med stor omsorg. Han hämtade dem från trakten kring Lunda - kultiverad natur med öppna vidder, rik lövskogsvegetation och stilla vatten. I sina målningar placerade han vid ena sidan i förgrunden en träddunge som utgjorde en repoussoir och ledde betraktaren in i det leende landskapet med grönskande björkhagar, utblickar över odlad bygd eller lövskogskransade insjöar. Vanligen höll han sig till de små formaten. "Små till formatet, konstnärligt och avrundat komponerade, målade med innerlig manlig känsla; så är hans tavlor." (Ankarblad).
Under 1890-talet och senare prövade Norstedt sin förmåga på att måla stora dukar. Han finns representerad i Göteborgs konstmuseum, på Kungliga Dramatiska Teatern och i Stockholms stadshus. Men Reinhold Norstedts konst blev inte till fullo uppskattad under hans livstid. I stället har 1800-talets senare hälft fått sin prägel av landskapsmålare som Per Ekström, Olof Hermelin och Olof Arborelius och av 1880-talets friluftsmålare som Carl Larsson, Karl Nordström, Richard Bergh, Anders Zorn, Ernst Josephson och August Hagborg.
Norstedts grafik hade samma motiv och innehåll som hans måleri. Han var även verksam som etsare och tillhörde dem som hjälpte till att lyfta den svenska grafiken upp ur dess vågdal kring 1800-talets mitt. Han måste dock sluta med sitt grafiska arbete på 1890-talet på grund av försämrad syn. Han etsade utmärkta blad med säker teknik och poetisk uppfattning. Han utförde ca 40 blad.

## Utställningar
Norstedt ställde ut på Parissalongen första gången 1879. Efter det deltog han i flera utställningar. 1912 anordnades en minnesutställning i Stockholm och ytterligare en 1937.

## Representerad

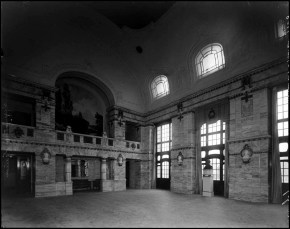
Interiör från foajén i Kungliga Dramatiska Teatern vid Nybroplan i Stockholm 1908. Fotografi i Stockholms stadsmuseum. Reinhold Norstedt utförde 1908 väggmålningen Månsken, Vingåker.

- Nationalmuseum[14], Stockholm; Höstlandskap, Djurgården, Motiv från Drottningholm, Landskap från Vingåker, Afton.
- Konstakademien, Stockholm; Juninatt.
- Waldemarsudde, Djurgården, Stockholm; Höststämning.
- Kungliga Dramatiska Teatern, Stockholm; Månsken, Vingåker (1908).
- Stockholms stadshus, Stockholm; Stockholms ström (1911).
- Norrköpings konstmuseum[15]
- Göteborgs konstmuseum[16], Göteborg; tre olika tavlor med namnet Vinternatt, bland annat Vinternatt (1893) och Vinternatt på Söder i Stockholm (1899).
- Malmö museum, Malmö; Marsstämning.
- Stockholms stadsmuseum[17]